# ビバビバパラダイス
『ビバビバパラダイス』は、東北地方のテレビ局で系列ネットワークに捉われないブロックネット形式で放送されていたローカル番組。略称は、ビバパラ。

## 概要
東北地方でカラオケボックスやパチンコ店（招福亭ジャイアンツ）などを展開する招福亭グループの一社提供で（CMは、カラオケ招福亭クレヨンのみ）、製作・著作は盛岡市に本拠を置く読売グループの読売岩手広告社。芸能事務所のサンミュージックプロダクションが制作協力し、プロジェクトGET所属のお笑いタレントがメイン出演者の深夜バラエティ番組である。番組内の招福亭クレヨン（カラオケボックス）のCMに飛石連休や小島よしおが出演している。
2006年4月に岩手めんこいテレビで放送開始。招福亭グループが東北地方で店舗拡大するのに伴い、2007年以降さくらんぼテレビ、ミヤギテレビ（2007年3月まで東日本放送）、青森放送、福島中央テレビでも順次放送を開始したが、2008年9月27日をもって放送終了。

## 出演者

### サンミュージック
- 飛石連休

番組開始当初から出演している唯一のレギュラー出演者で、事実上のMC。進行役は藤井が務め、岩見は他のゲストともに企画に参加するのが通例。以前は「不動の準レギュラー」と称しており、出演しない回もあったが、現在は毎週出演している。
- エルシャラカーニ：出演回数は飛石連休に次ぐが、山本しろうピン（単独）の場合が多い。
- ラブカップル：すべる話などに出演。ラブカップル中田（中田喜之）ピンでの出演が圧倒的に多く、準レギュラー級。
- ぼれろ：すべる話などに出演。小庭は松岡修造のものまねをすることが多い。
- フィフティーカーニバル：2008年から出演。
- 小島よしお

初期の企画「芸人餅バトル」から準レギュラーとして出演していたが『ぐるナイ』や『笑金』など全国ネットの番組に出演（2007年5月）してブレイク後は多忙になり、ほとんど出演していない。本番組の初期は本名の小島義雄名義、途中から愛称のYOSHI-P!（よしピー）名義、小島よしお名義と変遷した。海パン姿の基本スタイルは変わらないが、「そんなの関係ねぇ!」「オッパッピー!」などのギャグよりも、身体の動きやトーク中心の芸風で出演した。
- ダンディ坂野

初期に放送された素人との対決企画で登場。本番組開始以前から度々めんこいテレビの番組に出演（単発ながら冠番組も担当）しており、橋渡し的な役割を担った。その後は、ほとんど出演なし。
- 髭男爵：ボウリング大会などに出演。
- 木村晃健：合コン企画などに出演。
- TAIZO：すべる話などに出演。
- あんぺあ：2007年末からすべる話などに出演。
- ダンスパイス：2007年末からすべる話などに出演。
- チャーチル：2008年初頭から出演。
- どーよ：芸人お悩み相談所に出演。
- さくらんぼブービー：芸人お悩み相談所に出演。
- カンニング竹山：芸人お悩み相談所に回答者として出演。
- 相澤正久：サンミュージックプロダクション社長。芸人お悩み相談所に回答者として出演。

### その他
- 堀ノ内孝雄

岩手県北上市在住のローカルタレント。堀内孝雄のものまねタレントだが、物真似をほとんどせず「センキュー」のみで済ませることも多い。出演機会が多く、「カラオケ達人を探せ!!」の企画ではメインで進行役を務めている。
- 清心

帰国子女で、高校時代を北上市で過ごした女性マンドリンシンガー。「老人福祉施設訪問企画」でゲスト出演。共演したお笑い路線の飛石連休、堀ノ内孝雄とは噛み合わず、真面目に歌った。
- 茂庭睦

司会の1人として出演。仙台SOSモデルエージェンシー所属。

## 主な番組企画
- ダンディ坂野素人との対決企画

ダンディ坂野が一般参加者達と一発ギャグ対決を行い、どちらが面白いのかを決定する企画。中途半端な対決となったが、辛うじてダンディが勝利。
- グラビアアイドル・カラオケ企画

3人のグラビアアイドルがカラオケ機の採点で競い、敗者が罰ゲームを行う。
- 芸人ボウリング大会
- 芸人合コン企画：シリーズ化され、キャンプDE合コンなど数回放送されている。
- 岩見お見合い企画

飛石連休の岩見よしまさが、東北在住の女性とお見合いをする企画。女性が断る場合ビンタを食らわせるというルールで、案の定岩見は何度もビンタを受けた。
- 老人福祉施設訪問

たまには社会の役に立ちたいと飛石連休、堀ノ内孝雄、清心の3組が老人福祉施設を訪問し、老人達を喜ばせる企画。
- 芸人お悩み相談所

2007年4月放送。プロジェクトGET所属の若手芸人達が、相澤社長やカンニング竹山などに悩みを打ち明ける企画。タイトルロゴは『行列のできる法律相談所』を模倣。
- クレヨンカラオケ店巡り

2007年5月放送。飛石連休とラブカップル中田が招福亭グループが宮城県内で展開するカラオケ店（クレヨン）を訪問する企画。ラブカップル中田が運転する自動車に飛石連休が同乗し、任意に引いたカードで訪問先を決め、従業員や客を一発ギャグで笑わせてから他の店に移動する。遠距離の店ばかり引いたため、2日間のロケで東奔西走するはめになった。
- YOSHI-P!ダイエット企画

2007年6月放送。夏を間近に控え、ビリー・ブランクスやデューク更家に扮した小島よしおが堀ノ内孝雄や若い女性を相手に超短期集中ダイエットプログラムを施す。若干の効果はあったが目標の数値には及ばず、中途半端なまま終了。
- クレヨンのすべる話

2007年6月に初放送。『人志松本のすべらない話』のパロディ。TAIZO、YOSHI-P!（小島よしお）、ラブカップル、ぼれろ等が出演。シリーズ化され幾度となく放送されている。
- 芸人B級グルメ選手権

2007年9月に初放送。岩見よしまさ、小島よしお、木村晃健などが出演。芸人が調理したB級グルメの出来栄えを競い、カラオケ招福亭クレヨンの限定メニューとして出される。
- 温泉企画

年末年始などに温泉で祝賀会や選手権などの企画を放送。

## ネット局及び放送時間
| 放送対象地域 | 放送局             | 系列           | 放送日時                 |
| ------------ | ------------------ | -------------- | ------------------------ |
| 岩手県       | 岩手めんこいテレビ | フジテレビ系列 | 土曜 25時05分 - 25時35分 |
| 山形県       | さくらんぼテレビ   | フジテレビ系列 | 土曜 25時35分 - 26時05分 |
| 青森県       | 青森放送           | 日本テレビ系列 | 土曜 25時55分 - 26時25分 |
| 宮城県       | ミヤギテレビ       | 日本テレビ系列 | 金曜 25時25分 - 25時55分 |
| 福島県       | 福島中央テレビ     | 日本テレビ系列 | 金曜 25時50分 - 26時20分 |